# Gotthard Wolf
Gotthard Wolf (* 27. Dezember 1910 in Breslau; † 8. November 1995 in Göttingen) war ein führender Vertreter des wissenschaftlichen Films. Dabei hat er sich insbesondere um die methodologische Fundierung des Forschungsfilms verdient gemacht.

## Leben
Wolf studierte an der TU Breslau und machte dort 1933 sein Diplom als Elektroingenieur. Er promovierte 1937 in Breslau mit der Dissertation „Probleme der Warnung (Entwarnung) der Bevölkerung von Großstädten bei Luftangriffen“. 1936 trat er als Referent in die Reichsstelle für den Unterrichtsfilm (später auch Reichsanstalt für Film und Bild in Wissenschaft und Unterricht genannt) ein. 
Er war seit 1952 Gründungseditor der Encyclopaedia Cinematographica, einer bedeutenden internationalen Reihe von Forschungsfilmen. 1953 wurde die Abteilung Forschungsfilm der RWU, die noch während des Krieges nach Göttingen gekommen war, in das Institut für den Wissenschaftlichen Film (IWF) umbenannt. 1956 wurde das Institut rechtlich selbständig mit Wolf als Gründungsdirektor.
1973 erhielt Wolf den Kulturpreis der Deutschen Gesellschaft für Photographie. Er hatte Honorarprofessuren an der TU Hannover und der Universität Göttingen und war Honorary Fellow der Royal Photographic Society.
Wolf ging 1976 in den Ruhestand. Er erhielt am 22. Juni 1976 das Große Bundesverdienstkreuz.

## Filmographie
- Max Büge und Gotthard Wolf: Der elektrische Schwingungskreis. Forschungsfilm, 16 mm, 54 m; SW, stumm, 6 min. Commerz-Film A. G., Berlin; Technische Hochschule Breslau, Elektrotechnisches Institut, Breslau (Filmproduktion); RfdU, Berlin (Verlag). Ersch. 1938.
- Max Büge und Gotthard Wolf: Ablösung der elektromagnetischen Wellen von der Antenne. Forschungsfilm, 16 mm, 31 m; SW, stumm, 3 1/2 min. Commerz-Film A. G., Berlin; Technische Hochschule Breslau, Elektrotechnisches Institut, Breslau ; RWU, Berlin (Filmproduktion); RWU, Berlin (Verlag). Ersch. 1938.

## Schriften
- Der wissenschaftliche Film. Göttingen: [Institut f. d. wiss. Film], 1949 DNB 455744424.
- Der Wahrheitsgehalt des wissenschaftlichen Filmes. Göttingen: [Institut f.d. wiss. Film], 1952 DNB 455744459.
- Die wissenschaftliche Film-Enzyklopädie. Göttingen: [Institut f.d. wiss. Film], 1952.
- Der wissenschaftliche Film in Deutschland. Wuppertal-Elberfeld: Lucas, [1957].
- Der wissenschaftliche Dokumentationsfilm und die Encyclopaedia cinematographica. München: J. A. Barth, 1967.
- Neuere Ergebnisse wissenschaftlicher Filmarbeit. Vandenhoeck & Ruprecht, Göttingen  1968.
- Der wissenschaftliche Film in der Bundesrepublik Deutschland. Inter Nationes, Bonn-Bad Godesberg 1975, DNB 760491062.

| Personendaten    | Personendaten                 |
| ---------------- | ----------------------------- |
| NAME             | Wolf, Gotthard                |
| KURZBESCHREIBUNG | deutscher Wissenschaftsfilmer |
| GEBURTSDATUM     | 27. Dezember 1910             |
| GEBURTSORT       | Breslau                       |
| STERBEDATUM      | 8. November 1995              |
| STERBEORT        | Göttingen                     |